# جان ماتوزاک
جان ماتوزاک (انگلیسی: John Matuszak؛ ‏ ۲۵ اکتبر ۱۹۵۰ – ۱۷ ژوئن ۱۹۸۹) بازیگر و بازیکن فوتبال آمریکایی اهل ایالات متحده آمریکا بود. زمانی که ماتوشاک به یک ورزشکار حرفه‌ای تبدیل شد، قدش ۲٫۰۳ متر و وزنش بیش از ۱۳۰ کیلوگرم بود.
از فیلم‌ها یا برنامه‌های تلویزیونی که وی در آن نقش داشته است، می‌توان به گونیز اشاره کرد.
از باشگاه‌هایی که در آن بازی کرده است می‌توان به تنسی تایتانز، کانزاس سیتی چیفس، اوکلند ریدرز و همچنین تیم‌های دانشگاه میزوری و دانشگاه تمپا اشاره کرد.
ماتوشاک در ۱۷ ژوئن ۱۹۸۹ درگذشت. طبق گزارش دپارتمان پزشک قانونی شهرستان لس آنجلس، علت مرگ او مسمومیت حاد با دکستروپروپوکسی‌فن) بود که ناشی از بیش‌مصرفی تصادفی داروی تجویزی دارووسِت (Darvocet) اعلام شد.  او تنها ۳۸ سال داشت. در این گزارش همچنین آمده بود که کاردیومیوپاتی هیپرتروفیک (بزرگ شدن غیرطبیعی قلب) و برونکوپنومونی از عوامل مؤثر در مرگ او بوده‌اند. همچنین آثار کوکائین نیز در خون او یافت شد. او دو برادر هم داشت که هر دو در سنین کم بر اثر ابتلا به فیبروز سیستیک درگذشته بودند.